# Pozo Samuño
El pozo Samuño es una explotación subterránea de hulla, ya clausurada, ubicada en la parroquia asturiana de Ciaño, en el concejo de Langreo, España. Está integrado en el paisaje del Ecomuseo minero del Valle de Samuño, aunque se encuentra abandonado. 

## Historia
Desde el siglo XIX se explotan numerosas minas de carbón en el valle del río Samuño, afluente del Nalón. La extracción se hacía de forma horizontal, a través de la minería de montaña. En la década de 1880, Carbones Asturianos se hace cargo de la actividad minera de esta zona, empresa dependiente de Catalana de Gas y Electricidad. Con este carbón se iluminaba la ciudad de Barcelona. Ya en el siglo XX se profundizaron los pozos verticales como San Luis y Samuño. En 1925 comienza la profundización del Samuño, que finaliza tras la Guerra Civil. En la posguerra contó con una colonia penitenciaria que llegó a albergar 180 presos, los cuales conmutaban parte de su pena trabajando en el pozo. En 1967 la explotación pasaría a manos de Hunosa y estuvo en funcionamiento hasta su cierre en 2001, aunque funcionó unos años más como auxiliar el pozo María Luisa. Antes de eso, llegó a tener en plantilla de mil trabajadores.

## Descripción

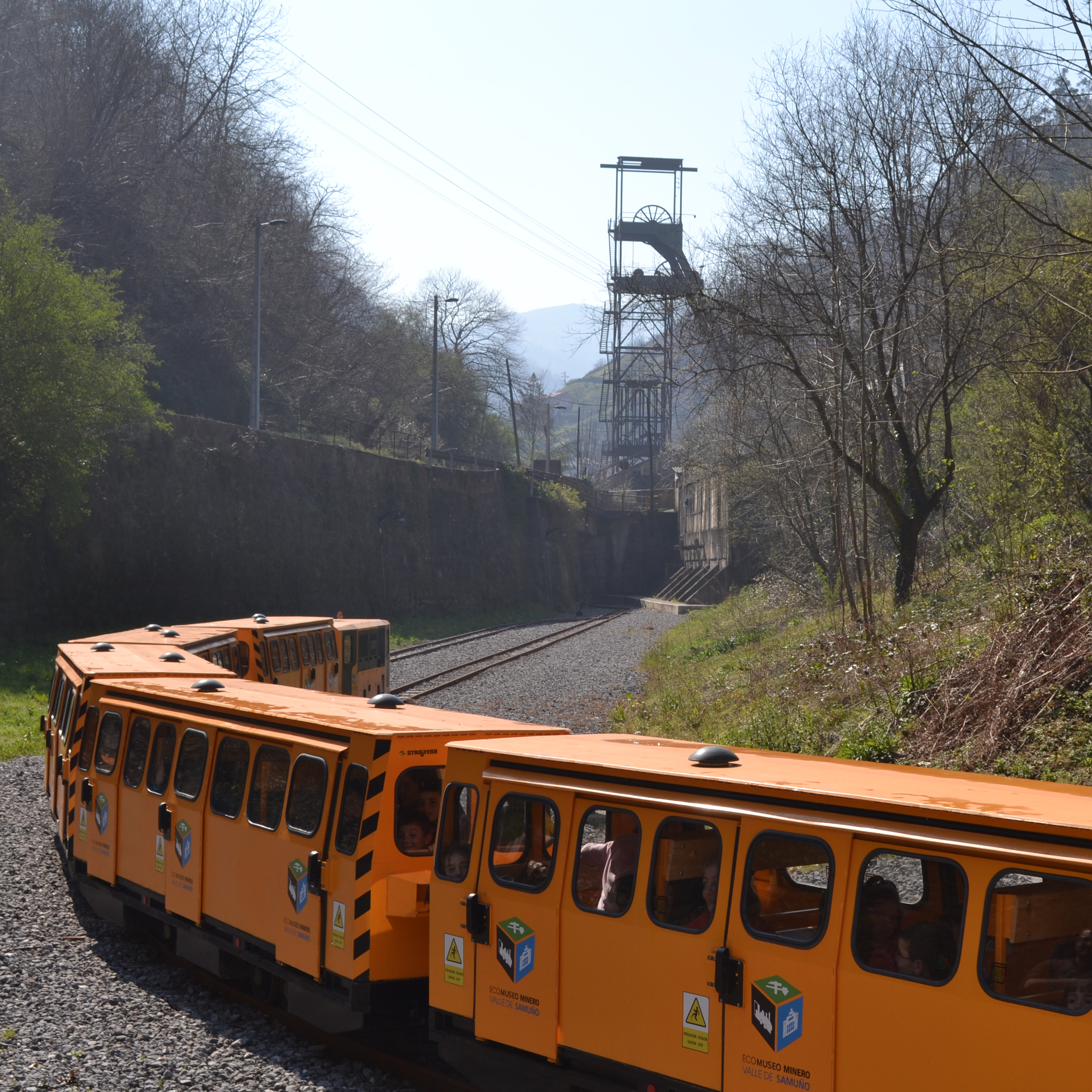
Tren turístico-minero acercándose al pozo

El pozo es un amplio espacio abandonado que conserva la mayor parte de las edificaciones que estuvieron en funcionamiento hasta su cierre. En el entorno se conservan varios vestigios de la minería de montaña, como la bocamina de Samuño (1892) y el socavón Emilia (1904). Este último pertenecía en realidad a otra empresa, Carbones de La Nueva, y al construir una carretera perdió parte de su monumental entrada. El castillete del pozo forma parte de su última etapa de modernización. Es una pieza de soldadura de los años 80 que sustituyó al anterior de 1943, y tiene unos 20 metros de altura. Su entrada se protege con un pabellón o cobertizo de embarque. La casa de máquinas es de 1941 y adquiere cierta inspiración regionalista. Se conserva también el taller eléctrico, datado en 1945 aunque quizás sea fruto de una reforma de un edificio anterior. El inmueble que albergaba las oficinas y la sala de compresores es también de 1945, más racionalista que el resto. La casa de aseo, de 1962, es el edificio más destacado del conjunto por su planta circular, única en la arquitectura industrial asturiana. El interior se distribuye mediante una escalera de caracol que además alberga el sistema de calefacción. Recibe abundante luz gracias a los ventanales que recorren por completo la fachada.
El complejo minero se encuentra abandonado aunque forma parte del paisaje cultural del Ecomuseo valle de Samuño. El tren turístico-minero que recorre el valle y finaliza en el Pozo San Luis accede a la galería subterránea a través del Pozo Samuño. Se encuentra en el Inventario Cultural del Principado de Asturias y en el Catálogo de protección de Hunosa.